# Samuel Agourski
Samuel Haïmovitch Agourski (en russe : Самуил Хаимович Агурский, Samouïl Khaïmovitch Agourski ; en biélorusse : Самуіл Хаімавіч Агурскі, Samouïl Khaïmavitch Agourski ; en hébreu : שמואל אגורסקי, Shmuel Agurski), né en 1884 à Grodno et décédé en 1947 au Kazakhstan, est un journaliste, historien et homme politique russe puis soviétique de langue yiddish.

## Biographie
Agourski naît le 15 avril 1884 à Grodno, ville faisant alors partie de l'Empire russe, dans une famille d'ouvriers. Il étudie jusqu'à l'âge de treize ans dans une école élémentaire religieuse juive, avant de suivre des cours de confection. Lors de la révolution russe de 1905, il rejoint l'Union générale des travailleurs juifs (Bund), mais doit quitter la Russie après l'échec de la révolution. De  1905 à mai 1917, il vit tout d'abord à Leeds en Angleterre, puis aux États-Unis où il travaille comme agent d'assurance à Chicago tout en fréquentant les milieux anarchistes. Il écrit pour la presse yiddish locale, le Yidisher arbayter-velt (« Le Monde des travailleurs juifs ») et le Fraye arbeter shtime (« La Voie libre des travailleurs ») de New York.
De retour en Russie après la révolution de 1917, il est entre juillet 1918 et mars 1919 commissaire juif à Vitebsk, où il publie le journal communiste yiddish Der frayer arbeter. Considérant l'EVKOM (Commissariat aux affaires nationales juives) comme une alternative aux organisations communautaires juives, il met sous sa juridiction les écoles juives, les organisations caritatives juives et la hevra kaddisha de Vitebsk. En 1918, il rejoint le parti communiste russe et s'installe en avril à Moscou. Il signe avec Staline, alors commissaire du peuple pour les affaires de nationalités, le décret « sur la fermeture du Bureau central des communautés juives ».
Entre 1919 et 1923, Agourski se rend deux fois aux États-Unis où il contribue à la création du Parti communiste des États-Unis.
Il écrit dans la presse juive soviétique sous différents noms de plume: Ben-Haïm, Shmuel Sinier ou Shmuel Aleph. Dans le premier numéro du premier journal yiddish soviétique, Varheyt (« Vérité »), il écrit un article sur Joseph Bowschower (ru) et en 1918, il publie des poèmes de Bowschower avec sa propre préface. Il écrit aussi sur David Edelstadt.  Dans ses essais critiques littéraires, il encourage « la tradition prolétarienne de la littérature juive ».
De 1924 à 1929, Agourski dirige la Commission sur l'histoire de la Révolution d'octobre du Parti communiste biélorusse, et est directeur adjoint de l'Institut de l'histoire du parti. Il compile de nombreux livres et de documents rares sur l'histoire du mouvement ouvrier juif et sur les Juifs dans le mouvement communiste. Parmi ses livres les plus significatifs, on peut citer: Der yidisher arbeter in der komunistisher bavegung, 1917–1921 (« Le Travailleur juif dans le mouvement communiste, 1917-1921 »), publié en yiddish en 1925 et en russe en 1926 ; Di yidishe komisariatn un di yidishe komunistishe sektsyes : protokoln, rezolyutsyes un dokumentn, 1918-1921 (« Les Commissariats juifs et les sections communistes juives : protocoles, décisions et documents, 1918-192 »), publié en 1928 ; et Di sotsyalistishe literatur af yidish in 1875–1897 (« La littérature socialiste en yiddish de 1875 à 1897 ») en 1935.
Agourski falsifie des textes pour dissimuler le fait que la yevsektsia, la section juive du Parti communiste soviétique, se considérait initialement elle-même comme une organisation autonome dans le cadre du Parti communiste. En tant que membre important du Comité central du parti communiste biélorusse, il joue un rôle majeur en discréditant le Bund, auquel il avait auparavant adhéré. Comme membre de la yevsektsia de Biélorussie, il est aussi impliqué dans les rivalités au travers de la presse yiddish entre la yevsektsia de Minsk et celle de Moscou, insistant particulièrement sur le fait que la « communisation » des masses juives avait eu lieu dès le début de l'activité de l'EVKOM et de la yevsektsia, avant l'établissement de l'aile communiste du Bund.
Agourski compile aussi plusieurs livres sur l'histoire du mouvement révolutionnaire dans les régions nord-ouest de l'Empire soviétique. Afin d'essayer de résoudre la question du nationalisme biélorusse, il accuse plusieurs membres connus du gouvernement biélorusse de nationalisme, ce qui l'oblige à quitter Minsk.
De 1930 à 1933, il dirige l'Institut d'histoire du parti du Parti communiste de Moscou. Début 1934, il est nommé directeur de l'Institut de la culture prolétarienne juive à Minsk et simultanément comme directeur adjoint de l'Institut de minorités nationales de l'Académie des sciences de Biélorussie. En 1936, il devient un membre correspondant de l'Académie.
En juillet 1937, la presse du Parti communiste l'accuse d'avoir idéalisé le Bund et en mars 1938, il est arrêté au motif d'appartenance à une organisation contre-révolutionnaire juive et de participation à des actes de subversion au sein de l'Académie des sciences de Biélorussie. En 1939, il est condamné à cinq ans d'exil au Kazakhstan, où il meurt le 19 août 1947. Agourski est réhabilité à titre posthume en 1956.

## Écrits et publications (liste partielle)
- (yi) Di badaytung fun der ershter idisher komunistisher konferents [« La Signification de la première conférence communiste »], Vitebsk, 1918, 11 p. ;
- (yi) Der yidisher arbeter in der komunistisher bavegung, 1917-1921 [« Le Travailleur juif dans le mouvement communiste, 1917–1921 »] (préf. Semion Dimanstein (en)), Minsk, 1925, 176 p. ;
- (yi) Di yidishe komisaryatn un di yidishe komunistishe sektsyes, 1918-1921 [« Les commissariats juifs et les sections communistes juives, 1918–1921 »], Minsk, 1928, 460 p. ;
- (yi) Afn historishn front [« Sur le front historique »], Moscou, Khakov, Minsk, 1930, 175 p. ;
- (yi) Di revolutsyonere bavegung in Vaysrusland, 1863-1917 [« Le mouvement révolutionnaire en Biélorussie, 1863-1917 »], Moscou, 1931, 270 p. ;
- (yi) Der moskver proletaryat af der barikades, 1905 [« Le prolétariat moscovite sur les barricades, 1905 »], Moscou, 1931, 54 p. ;
- (yi) Di oktyaber-shlakhtn in Moskve [« Les batailles d'octobre à Moscou »], Moscou, 1933, 116 p. ;
- (yi) Di sotsyalistishe literature af yidish in 1875-1897 [« La littérature socialiste en yiddish, 1875-1897 »], vol. 2, Minsk, 1935, 425 p. ;
- (yi) Der kamf kegn bund [« Le combat contre le Bund »], Moscou, 1935, 253 p..

Agourski a aussi traduit et écrit l'introduction du livre de Wilhelm Knorine (en) (yi) 1917 yor in Vaysrusland un afn mayrev-front [« 1917 en Biélorussie et sur le front de l'Ouest »], Minsk, 1927, 96 p..
Il a édité :  
- Der frayer arbiter (« Le Travailleur libre »), journal organe des communistes-bolchéviques, publié à Vitebsk du 7 novembre 1918 au 11 avril 1919 ;
- Komunistishe velt (« Monde communiste »), magazine politico-littéraire, bimensuel, organe du Comité central du Parti communiste-bolchévique et du bureau central des sections juives, publié à Moscou du 1er mai 1919 à avril 1920 ;
- (yi) Morris Wintchevski (en), Kamfs-gezangen [« Chants de combat »], Minsk, 1924, 24 p. ;
- Der shtern (« L'Étoile »), magazine mensuel, en collaboration avec B. Orchanski, B. Oscherowitz, Izi Kharik (ru), et d'autres ; Minsk, 1925 ;
- 1905 in Vaysrusland (« 1905 en Biélorussie »), recueil avec introduction, Minsk, 1925, 225 pages ;
- Di oktyaber-revolutsye in Vaysrusland (« La Révolution d'octobre en Biélorussie ») recueil, Minsk,  1927, 360 pages ;
- (yi) David Edelstadt, Lider fun kamf un noyt [« Poèmes de combat et de souffrance »], Moscou, 1930, 180 p. ;
- (yi) Joseph Bowschower (ru), Geklibene lider [« Recueil de poèmes »], Minsk, Tsentraler yiddisher komisaryat,‎ 1931, 190 p. ;
- Afn visnshaftlekhn front (« Sur le front scolaire »), bulletins de l'Institut pour la culture prolétarienne juive de l'Académie des sciences de Biélorussie, Minsk, 1932-1935, no 1-8 ;
- Lenin kegn bund (« Lénine contre le Bund »), avec introduction, Minsk, 1933, 67 pages ;
- Kegn bund (« Contre le Bund »), recueil d'articles d'Agourski et d'autres, Minsk, 1935 ;
- Geklibene verk (« Œuvres complètes ») de David Edelstadt, trois volumes en collaboration avec A. Levitan, Karl Marmor et Max Erik, Kiev, 1935 ; le troisième volume n'a pas été édité ;
- Geklibene verk (« Œuvres complètes ») de Morris Wintchevski, six volumes en collaboration avec A. Levitan, Karl Marmor et Max Erik (seul le cinquième volume, Drames, est paru), Minsk, 1935, 278 pages ; les autres volumes n'ont jamais été édités ;
- Izi kharik, tsu zayn fuftsik-yorikn dikhterishn veg (« Izi Kharik, pour le quinzième anniversaire de son parcours poétique »), recueil, Minsk, 1936, 136 pages.

## Sources et références
- (en):  Arkadi Zeltser: Agurskii, Samuil Khaimovich ; site The YIVO Encyclopedia of Jews in Eastern Europe; traduit du russe par Yisrael Cohen
- (en):  Joshua Fogel: Shmuel Agursky; site de Yiddish Leksikon
- (en):  Mikhail Agursky: My Father and the Great Terror; in Soviet Jewish Affairs; n°: 5.2; 1975; pages: 90 à 93
- (he):  Mordechai Altshuler: Ha-Yevsektsyah bi-Verit ha-Mo‘atsot, 1918–1930: Ben le’umiut le-komunizm; Jérusalem; 1980
- (en):  Zvi Gitelman: Jewish Nationality and Soviet Politics: The Jewish Sections of the CPSU, 1917–1930; éditeur: Princeton University Press; 1972;  (ISBN 0691619484 et 978-0691619484)
- Lukasz Hirszowicz, « The Great Terror and the Jews », Soviet Jewish Affairs, vol. 4, no 2,‎ 1974, p. 80–86 (ISSN 0038-545X, DOI 10.1080/13501677408577197)